# Thomas Brown (Naturforscher)
Thomas Brown (* 1785 in Perth (Schottland); † 8. Oktober 1862 in Manchester) war ein britischer Naturforscher (Ornithologe und Malakologe).
Brown ging in Edinburgh zur Schule und ging dann zur militärischen Miliz (Forfar and Kincardine Militia), bei der er 1811 zum Hauptmann aufstieg (deshalb meist Captain Thomas Brown zitiert). Bei seiner Stationierung in Manchester kam er in Kontakt mit Naturforschern und begann mit der Illustration naturkundlicher Bücher. Nach seiner Militärzeit machte er das zu seinem Hauptberuf und verfasste und illustrierte Bücher zur Naturgeschichte. 1840 bis zu seinem Tod war er Kurator im Manchester Museum.
Er war Fellow der Linnean Society. 1818 wurde er zum Fellow der Royal Society of Edinburgh gewählt.
Seine Bücher befassten sich auch mit Malakologie (Conchology), sowohl von rezenten als auch von fossilen Arten, und seine Illustrationen dazu wurden auch in anderen Büchern verwendet (zum Beispiel in Thomas Wyatt, Manual of Conchology). Er illustrierte die American Ornithology von  Alexander Wilson und Charles Lucien Bonaparte (1831–1835).
Von Thomas Brown stammt die Erstbeschreibung der Gattung Crenella aus der Familie der Miesmuscheln (1827).
Eine Meeresschnecke wurde nach ihm benannt (Zebina browniana d’Orbigny, 1842).

## Schriften
- Illustrations of conchology of Great Britain and Ireland drawn from nature, Edinburgh 1827
- The book of butterflies, sphinges, and moths: illustrated by ninety-six engravings, coloured after nature, 1832
- The taxidermist’s manual, or, The art of collecting, preparing and preserving objects of natural history, Glasgow 1833
- The conchologist’s text-book, embracing the arrangements of Jean-Baptiste Lamarck and Linnaeus, with a glossary of technical terms, 1835, 1853, Archive 1835, Archive 1853.
- llustrations Of The Fossil Conchology Of Great Britain And Ireland, With Descriptions And Localities, 1849
- Illustrations of the recent conchology of Great Britain and Ireland, with the description and localities of all the species, marine, land, and fresh water, 1844
- Illustrations of the land and fresh water conchology of Great Britain and Ireland, with figures, descriptions, and localities of all the species, 1845